# 大學站 (愛德蒙頓)
大学站（英語：University station）是加拿大亞伯達省埃德蒙顿的一个轻轨车站，服务于首都線和都會線。它位于阿尔伯塔大学校园内89大道112街下方。截至2017年，它是首都線和都會線交匯處最繁忙的轻轨站。

## 歷史
大學站於1992年8月23日啟用，是位於北薩斯喀徹溫河南岸的第一個輕軌車站。它透過Dudley B. Menzies橋 (一座專用輕軌橋，較低層供行人和騎自行車者使用) 與政府中心站相連。除大橋及其引道外，政府中心站和大學站之間的輕軌線路均穿過隧道。
在醫學中心/禧年站於2006年1月3日啟用之前，大學站是輕軌線的南端終點站。

## 站體

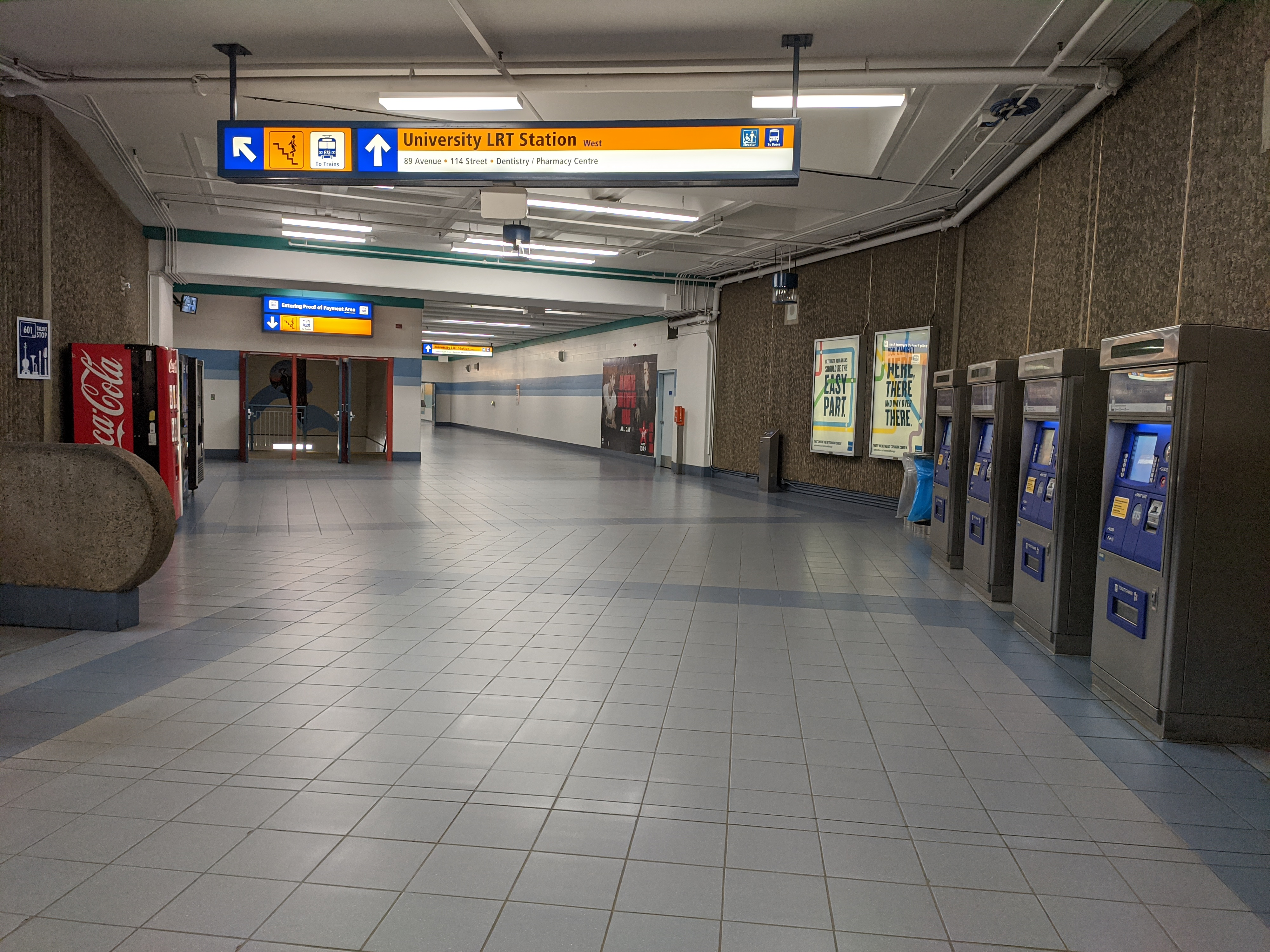
2020年的大廳層，售票機位於右側。

該站有一個長123公尺的中央裝車平台，可同時容納兩列五輛編組的輕軌列車，月台兩側各一輛。平台寬不過八米多。透過位於平台兩端的樓梯和自動扶梯從大廳樓層進入平台。月台北端還有一部電梯。大廳層提供通往地面和學生宿舍(HUB)的通道。這是線路上最深的車站，位於地表以下23米（75英尺） 。

### 公共藝術
大學站大廳的兩端各有兩組公共藝術作品。「Tri: Making the Impossible Possible」(2003) 為一個被三角形包圍的懸浮鋼球，呈現了一種視錯覺的效果。「From Here 2003」系列則是由12 個懸掛鋁製雕塑組成的。這兩件作品皆由亞伯達大學的學生設計。

## 大學站轉運站
大学站转运站位于轻轨站上方，位于交通和自行车专用道89大道上。该交通中心由ETS和Strathcona County Transit (SCT)提供服务。该转运站没有停车换乘设施、落客区、公共卫生间、投币电话或自动售货机，但有一个大型庇护所。

## 鄰近設施
- 亞伯達大學
  - Dentistry/Pharmacy Building
  - Education Centre
  - Fine Arts Building
  - HUB Mall
  - 盧瑟福圖書館（英语：Rutherford Library）
  - Timms Centre
- 加爾諾（英语：Garneau, Edmonton）

## 安全事件
2021年，一名男性中國留學生在該站點被刺傷。

## 資料來源
1. ↑  . www.ualberta.ca.   [2023-11-12]. （原始内容存档于2023-11-12）.
2. ↑  .   [2018-01-14]. （原始内容 (PDF)存档于2011-07-16） （英语）.
3. ↑  . web.archive.org. 2011-07-16  [2023-11-12]. 原始内容存档于2011-07-16 （英语）.
4. ↑   (PDF). 2006-02  [2011-11-30]. （原始内容 (PDF)存档于2006-04-18） （英语）.
5. ↑  City of Edmonton.  (PDF). City of Edmonton: 700. July 2011  [May 30, 2012]. （原始内容 (PDF)存档于June 1, 2012） （英语）.
6. ↑  . City of Edmonton.   [12 June 2021]. （原始内容存档于4 September 2013） （英语）.
7. ↑   (PDF). City of Edmonton.   [28 April 2019]. （原始内容存档 (PDF)于2023-11-12）.
8. ↑  . www.edmonton.ca.   [2023-11-12]. （原始内容存档于2023-11-17） （英语）.
9. ↑  Lachacz, Adam. . Edmonton. 2021-04-25  [2023-11-12]. （原始内容存档于2023-11-03） （英语）.

## 外部連結
维基共享资源上的相關多媒體資源：大學站